# Кёнфен
Кёнфе́н (фр. Cunfin) — коммуна во Франции, находится в регионе Шампань — Арденны. Департамент — Об. Входит в состав кантона Эссуа. Округ коммуны — Труа.
Код INSEE коммуны — 10119.
Коммуна расположена приблизительно в 195 км к юго-востоку от Парижа, в 105 км южнее Шалон-ан-Шампани, в 55 км к юго-востоку от Труа.

## Население
Население коммуны на 2020 год составляло 174 человека.
| 1962 | 1968 | 1975 | 1982 | 1990 | 1999 | 2008 | 2020 |
| ---- | ---- | ---- | ---- | ---- | ---- | ---- | ---- |
| 320  | 300  | 231  | 222  | 237  | 199  | 212  | 174  |

## Экономика
В 2007 году среди 129 человек в трудоспособном возрасте (15—64 лет) 87 были экономически активными, 42 — неактивными (показатель активности — 67,4 %, в 1999 году было 63,8 %). Из 87 активных работали 82 человека (46 мужчин и 36 женщин), безработных было 5 (2 мужчины и 3 женщины). Среди 42 неактивных 9 человек были учениками или студентами, 19 — пенсионерами, 14 были неактивными по другим причинам.

## Фотогалерея
- Церковь
- Крест на кладбище
- Кладбище